# 达尼埃尔·卡布兰·敦坎
達尼埃爾·卡布蘭·敦坎（法語：Daniel Kablan Duncan，1943年—），象牙海岸政治家，曾任象牙海岸总理。
| 前任： 讓諾·夸迪奧     | 象牙海岸總理 2012年11月－2017年1月  | 繼任： 阿马杜·戈恩·库利巴利 |
| 前任： 阿拉薩內·瓦塔拉 | 象牙海岸總理 1993年12月－1999年12月 | 繼任： 空缺                 |